# Un incontro per la vita
Un incontro per la vita (L'école buissonnière) è un film del 2017 di produzione francese diretto da Nicolas Vanier.

## Trama
Paul, giovane orfano, non ha conosciuto che la Parigi degli anni 1920. Egli scopre il mondo della campagna nella Sologne, quando viene condotto a casa di Célestine, sposa del guardiacaccia e cameriera del conte de La Fresnaye. Paul scoprirà personaggi unici e indimenticabili, tra i quali Totoche, il bracconiere.